# Diptoindonezin A
Diptoindonezin A je C-glukozid ε-viniferina izolovanog iz dve Dipterocarpaceae vrste: Shorea seminis i Dryobalanops aromatica.